# Teresa Solana
Teresa Solana i Mir (* 15. Mai 1962 in Barcelona) ist eine spanische Übersetzerin und Schriftstellerin, die auf Katalanisch schreibt.

## Biographie
Teresa Solana studierte Philosophie und Klassische Philologie an der Universität Barcelona. Sie arbeitete in verschiedenen Berufen (von der Kassiererin in einem Kaufhaus bis zur Parlamentsassistentin), bevor sie als Übersetzerin von Literatur tätig wurde. Sieben Jahre lang leitete sie das Nationale Übersetzungszentrum in Tarazona, schrieb eigene Romane und übersetzte diese ins Spanische. Ihr erster Roman, der Krimi Un crim imperfecte mit den skurrilen Zwillingsdetektiven Eduard und Borja, gewann 2007 den Premio Brigada 21 und ihr zweiter, Drecera al paradís, war 2008 auf der Shortlist des Premio Salambó für den besten Roman in Katalanisch. Beide Bücher, die einen humorvollen und ironischen Grundton haben, sowie ihre weiteren spielen in Barcelona. Bücher von ihr wurden ins Deutsche, ins Spanische, ins Englische, ins Französische und ins Italienische übersetzt.
Für ihren Krimi Negres tempestes mit der Detektivin Norma Forester gewann Solana 2009 den Premi Crims de Tinta. 2020 veröffentlichte sie das Buch Octubre, in dem Forster einen Kriminalfall vor dem Hintergrund der Demonstrationen um das Unabhängigkeitsreferendum in Katalonien im Oktober 2017 lösen muss.
In einem Interview aus dem Jahre 2020 sagte Teresa Solana: „In meinen Romanen sollen die heutige katalanische Gesellschaft porträtiert und soziale Themen angesprochen werden, die aktuell diskutiert werden. Neben der politischen Frage geht es auch um Feminismus. [...] Negres Tempestes befasst sich mit dem Thema des historischen Gedächtnisses und der Bedeutung des Spanischen Bürgerkriegs in unserem Leben. Der zweite Roman mit Norma Forester beschreibt die Auswirkungen dieses Konfliktes auf viele Familien.“
Teresa Solana lebt seit 2014 mit ihrem Mann, dem britischen Übersetzer Peter Bush, und ihrer Tochter in Oxford (Stand 2020).

## Werke
- Un crim imperfecte, 2006. Auf Deutsch: Mord auf Katalanisch. Piper, 2008, ISBN 978-3-492-25260-7., übersetzt von Petra Zickmann
- Drecera al paradís, 2007. Auf Deutsch: Höllenfahrt ins Paradies. Piper, 2008, ISBN 978-3-492-05168-2., übersetzt von Petra Zickmann
- Set casos de sang i fetge i una història d’amor, 2010.
- Negres tempestes, 2010.
- L’hora zen, 2011.
- La casa de les papallones, 2014.
- Campanades de boda, 2016.
- Matèria grisa, 2017.
- Octubre, 2020.